# Динамометрия
Динамометрия —  измерение динамических характеристик шага при ходьбе человека (составляющих опорных
реакций Rx, Ry, Rz и моментов Mx, My). Для динамометрии используются стационарные и портативные устройства. Стационарные устройства представляют собой динамометрические платформы, вмонтированные в пол. Портативные устройства представляют собой динамометрические стельки с тензометрическими датчиками, которые крепятся к обуви при ходьбе испытуемого.